# Junrey Balawing
Junrey Balawing, pronúncia em tagalo: [dʒunˈrɪ bɐˈlawIŋ] (escutarⓘ) (Sindangan, 5 de abril de 1993 — Sindangan, 28 de julho de 2020), foi a pessoa mais baixa do mundo em vida, segundo o Guinness World Records, medindo 0,5993 m (1 ft 11⅔ in). A declaração veio durante a comemoração do aniversário de 18 anos de Balawing. O GWR afima que Balawing quebrou oficialmente o recorde de Khagendra Thapa Magar do Nepal, que tem 0,67 m (2 ft 2⅓ in) de altura.
Balawing, filho de um ferreiro pobre, morou em Sindangan, cerca de 865 km ao sul da capital filipina Manila. Em 26 de fevereiro de 2012, Chandra Bahadur Dangi, de 54,6 cm (21,5 in), quebrou o recorde tanto de pessoa viva mais baixa como de pessoa mais baixa da história. Após a morte de Dangi, em 3 de setembro de  2015, voltou a ser considerado o homem vivo mais baixo do mundo, até julho de 2020.

## Morte
Balawing morreu no dia 28 de julho de 2020, aos 27 anos de idade devido a problemas cardíacos agravados por diversos quadros de pneumonia que o faziam ser internado diversas vezes.